# Бандуристка

Обкладинка альбому Тріо сестер Байко

Бандуристка — виконавиця музики на бандурі.
Вважається, що поява бандуристок та ансамблів бандуристок відбулася в радянський час, бо протягом всієї історії кобзарської справи виконавці були чоловіками, але це не зовсім відповідає правді. Існували жінки, про котрих відомо, що вони грали на бандурі. Донька придворного бандуриста Тимофія Білоградського — Елізабета знана як композиторка, оперна співачка, яка володіла грою на бандурі. Відомо, що донька Чернігівського кобзаря Т. Терентія Пархоменка теж грала на бандурі. За світлинами відомо, що бандуристки існували й у Москві, а також у Празі в кобзарській школі Василя Ємця.

## Радянський період
Наприкінці 1920-х і на початку 1930-х на концертній естраді з'явилися перші бандуристки. Леся Кузьменко входила до професійного ансамблю — тріо разом з Йосипом Кашубою, Олександром Маркевичем та в дуеті з Григорієм Андрійчиком.
В 1930-х концертували й бандуристки Наталія Онищенко, Людмила Грисенко, Настя Лісовська.
З відкриттям класу бандури в Київському музичному училищі в 1931 році на сцену вийшли бандуристки Юлія Гурська, Алла Доманська, Кіма Залізнюк та Ольга Фоменко.
Вже в 1936 році створений виключно жіночий колектив — ансамбль при Вінницькому Будинку Червоної Армії в 1936 (керівник Василь Уманець). В цьому колективі теж працював Петро Потапенко, який пізніше заклав подібну капелу в Детройті.
В 1952 році організовується Тріо бандуристок в Київській консерваторії в складі Тамари Поліщук, Валентини Третякової та Ніни Павленко під керівництвом В. Кабачка. Цей колектив став лауреатом IV Всесвітнього фестивалю молоді і студентів у Варшаві в 1955.
Перше тріо мало своїх послідовниць. Подібні колективи створені в Держестраді та Укрконцерті у складі Неллі Бут, Юлії Коваль, Галини Ненужної та Людмили Лисанівської, Елеонори Пилипенко та Валентини Пархоменко.
Музичні твори спеціально розроблялися на початку Володимиром Кабачком. Велику популярність набрали твори «Місяць на небі», «Ой дівчино шумить гай», «Гуцулка Ксеня», «Червоні маки», «Білі каштани», «Не моргайте дівчата».
У 1953 році тріо «Сестри Байко» створили Даниїла, Марія та Ніна Байко, які здобули Шевченківську премію.
У 1973 році тріо «Львів'янки» створили у Львівській консерваторії сестри Ольга та Оксана Герасименко та Ольга Войтович.
Відомо, що починаючи з 1960-х переважна більшість студентства з гри на бандурі в консерваторіях та училищах була жінками. Однак існувала одна професійна чоловіча капела бандуристів та не було професійних жіночих. Після проголошення незалежності становище поправилося.

## Сучасність
У 2004 році створене «Тріо бандуристок Українського радіо» у складі Оркестру народної та популярної музики Національної Радіокомпанії України (Київ): Тетяна Маломуж, Ольга Черній та Ірина Бурхан. 
У Полтаві існує капела бандуристок під керівництвом Семена Бромберга. В Івано-Франківську працює подібний колектив під керівництвом Стефана Жовніровича.
Українські представниці бандуристок живуть та працюють в Японії, серед яких Наталія Гудзій, Оксана Степанюк та інші.